# Москаленки (Глуховский район)
Москаленки (укр. Москаленки) — село,
Привольский сельский совет,
Глуховский район,
Сумская область,
Украина.
Код КОАТУУ — 5921584804. Население по переписи 2001 года составляло 86 человек .

## Географическое положение
Село Москаленки находится на расстоянии в 2,5 км от реки Эсмань,
в 1-м км от села Приволье и в 6-и км от города Глухов.